# Campo del Ángel
El Campo del Ángel es un antiguo barrio obrero del Distrito III de la localidad de Alcalá de Henares, en España. Debe su nombre a que antiguamente había una ermita dedicada al Santo Ángel de la Guarda.

## Geografía
El barrio se sitúa sobre el Cerro del Ángel (la única colina presente dentro de la ciudad complutense, de 60 metros de altitud relativa) y sus aledaños. Sus límites se localizan entre la calle Torrelaguna (al sur y este), la calle Alalpardo y el Parque de La Cruz  con la calle de Fray Gil (al norte y al oeste).

## Historia

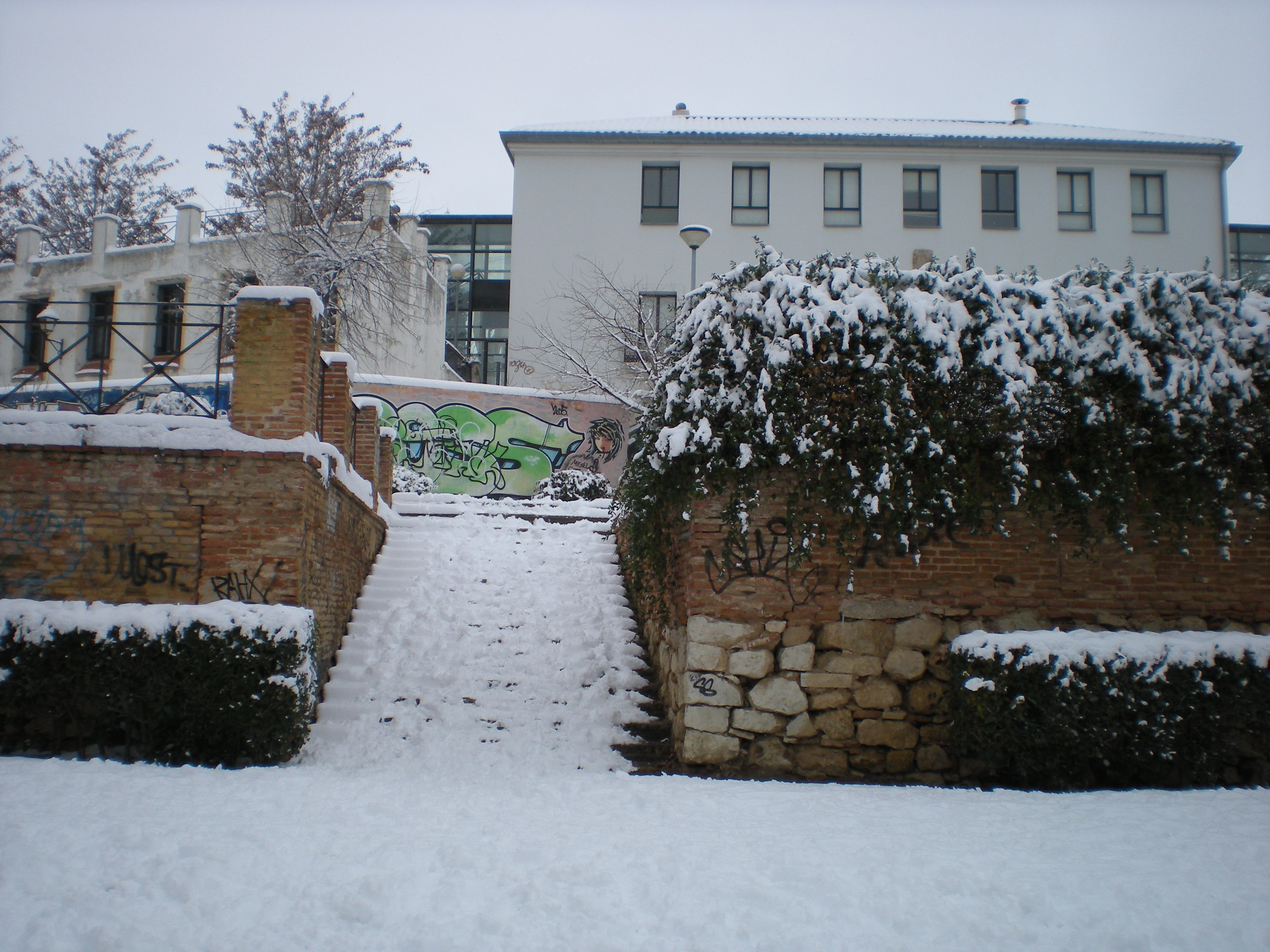
Antiguo Convento del Santo Ángel (1586-1836), actual Centro Sociocultural Gilitos.

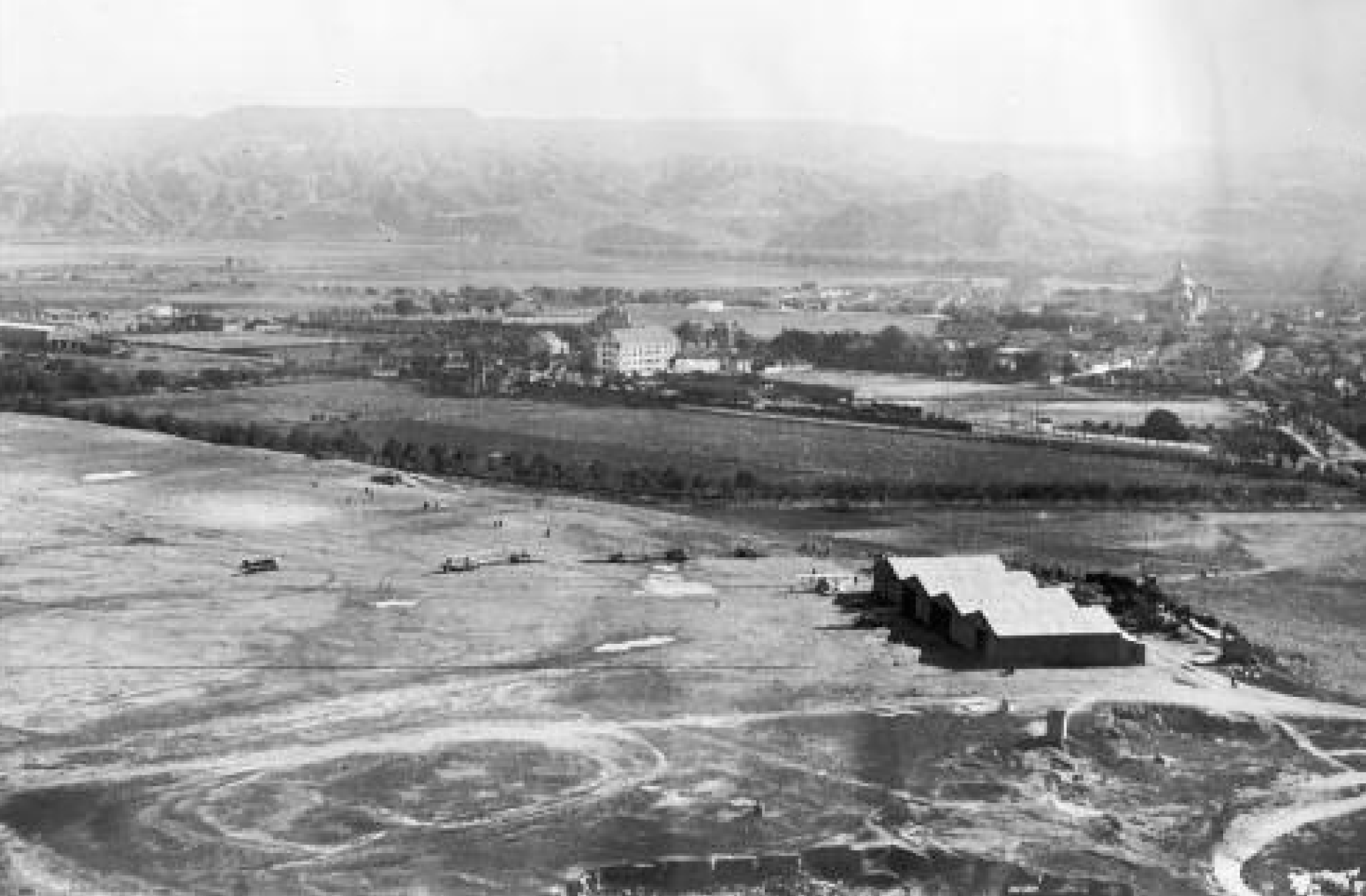
Antiguo Aeródromo del Campo del Ángel (1913-1934), panorámica de 1928.

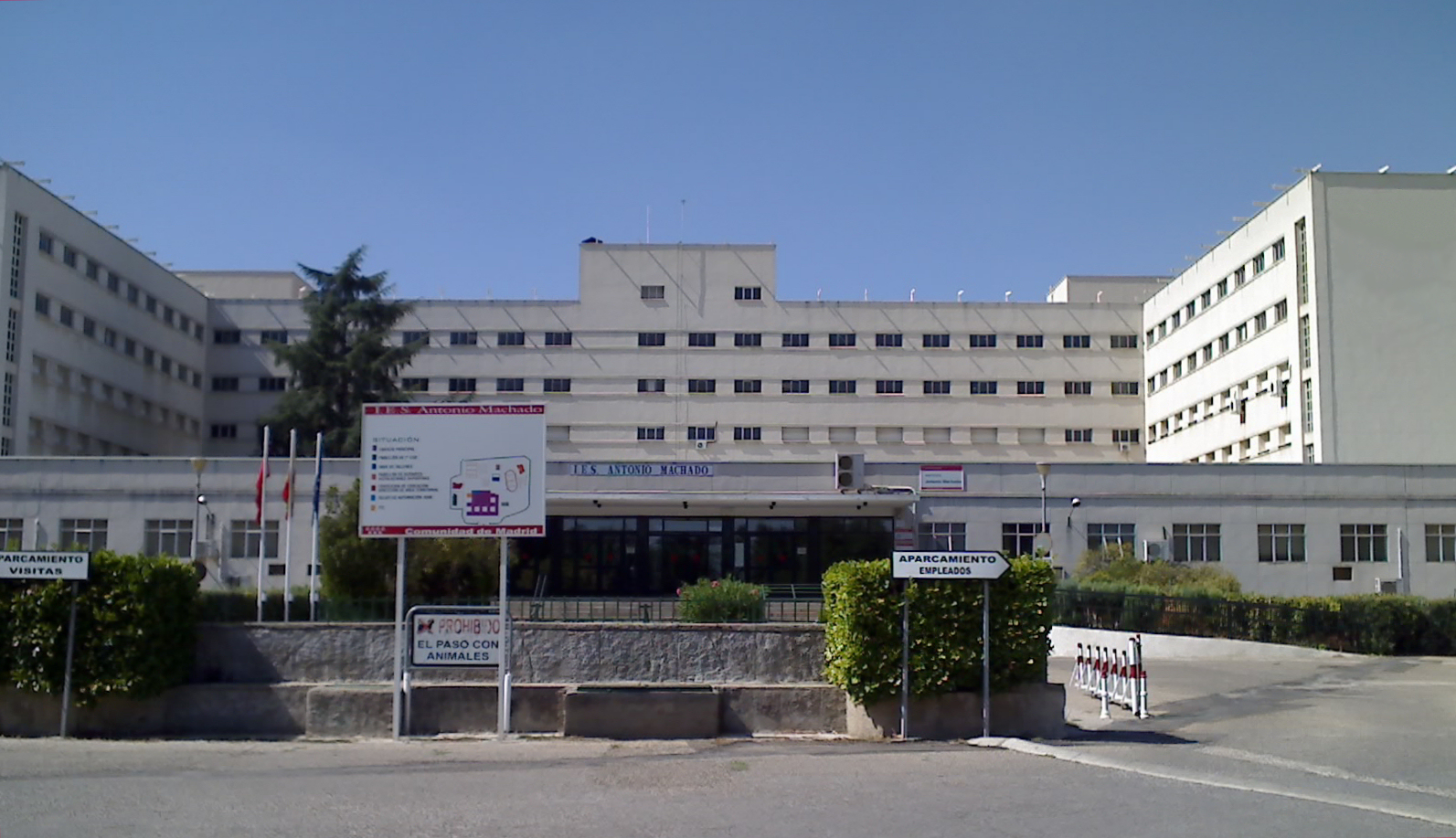
Antigua Universidad Laboral de Alcalá de Henares (1966-1979). Actual IES Antonio Machado.

Entre 1913 y 1934 aquí se situó el Aeródromo del Campo del Ángel, hasta que se quedó pequeño y en desuso, siendo sustituido por el Aeródromo Barberán y Collar. Hoy en día como su vecino barrio de El Chorrillo tiene un 40% de la población censada como extranjeros y muy envejecida.[cita requerida]
Su himno dice "Somos los chicos del Campo del Ángel, no nos metemos con nadie, quién se meta con nosotros les daremos un tairén. ¡Viva el Campo del Ángel!"

## Instalaciones
Entre sus instalaciones destaca el Parque del Ángel y en materia sanitaria destacan el centro de salud Reyes Magos y, en la calle Fray Gil, cerca del aparcamiento de la Estación de Alcalá de Henares se encuentra un centro de día para personas de la tercera edad.
En las inmediaciones del túnel de la calle Torrelaguna, que cruza por debajo de la vía del tren, se encuentra la parroquia del Santo Ángel, una iglesia católica ubicada en el bajo de un edificio de viviendas.

## Accesibilidad
En la calle Alarpardo se encuentran las paradas de autobuses urbanos L1 y L8.
También cruza el barrio la línea 227 de interurbanos que une el intercambiador de Avenida de América con el campus de la Universidad de Alcalá de Henares